# Régi Budapesti-malom
Az Első Budapesti Gőzmalom Részvénytársaság régi gőzmalma, vagy régi Budapesti-malom egy budapesti gőzmalom volt.

## Története
Az Első Budapesti Gőzmalom Részvénytársaság 1865/1866-ban építette fel gőzmalmát a mai Budapest V. kerületi Klotild (Stollár Béla) utca – Koháry (Nagy Ignác) utca – Balaton utca – Szemere utca által határolt telekre (Klotild u. 10-12.).
A létesítmény 40 évnél tovább működött. 1908 után került sor az elbontására. A pontos időpont nem ismert. Egyes források úgy tudják, hogy a Nagykörút kiépítése miatt nem üzemelhetett tovább az egykori malomtelep, de a malom épületeit ekkor még nem bontották le, de már csak a részvénytársaság irodája működött itt. A telken csak 1934 után kezdtek lakóházakat építeni az addigi épületek lebontása után.
1915-ben a társaság újabb gőzmalmot építtetett, de nem a régi helyére, hanem attól jóval északabbra, a XIII. kerületi Pozsonyi út mellé (Pozsonyi út 77-79.).
A létesítmény iparvágánnyal rendelkezett, amely a Vizafogó vontatóvágányból ágazott ki.